# Vil·la romana de Quinta de Marim
La Vil·la romana de Quinta de Marim fou una població del període romà en freguesia de Quelfes, part del municipi d'Olhão, a la regió de l'Algarve, a Portugal. Formava part d'un nucli major d'estructures, que a més a més de la <i>villa rustica</i>, incloïa un complex industrial per a preparació de peix, i possiblement el pont de Quelfes. Les diverses parts del conjunt foren habitades en fases diferents, la villa en si des del segle II fins a finals del IV o principis del segle V. Els antics tancs de salaó romans estan integrats en una àrea natural protegida, part del Parc Natural de la Ria Formosa.

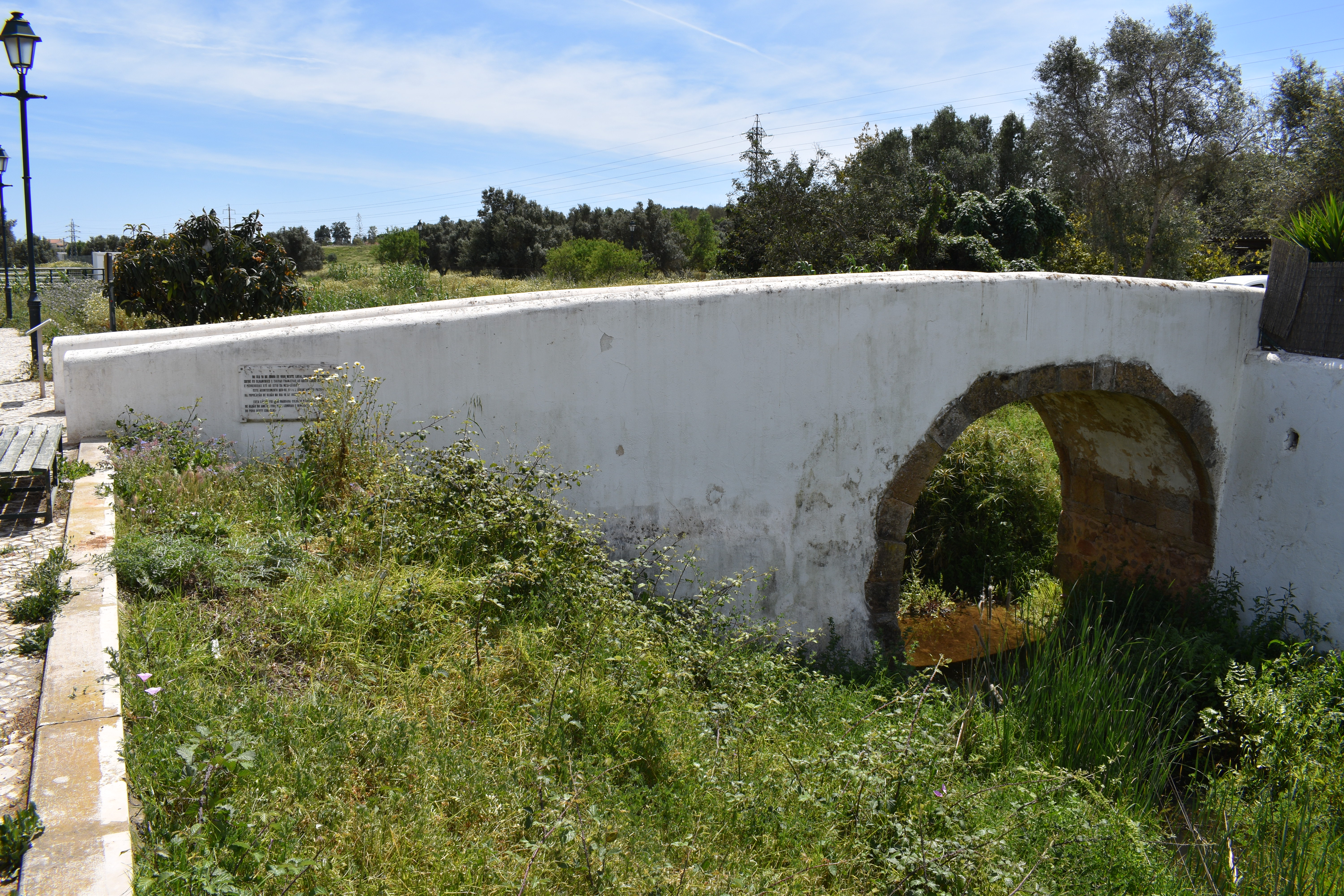
Pont romà de Quelfes

## Descripció

### Situació i importància
La Villa romana de Quinta de Marim, corresponent al jaciment arqueològic Quinta de Marim 3, està situada en una gran finca rural, al marge dret de la ria del Marim, a una distància aproximada d'un quilòmetre tant del Parc Natural de la Ria Formosa com de la ciutat d'Olhão. Històricament, quedava situada a mitjan recorregut entre les antigues ciutats romanes d'Ossonoba, a Faro, i Balsa, a la freguesia de Luz de Tavira.
Els vestigis romans de Quinta de Marim es consideren dels més importants d'aquell període, a la regió de l'Algarve.

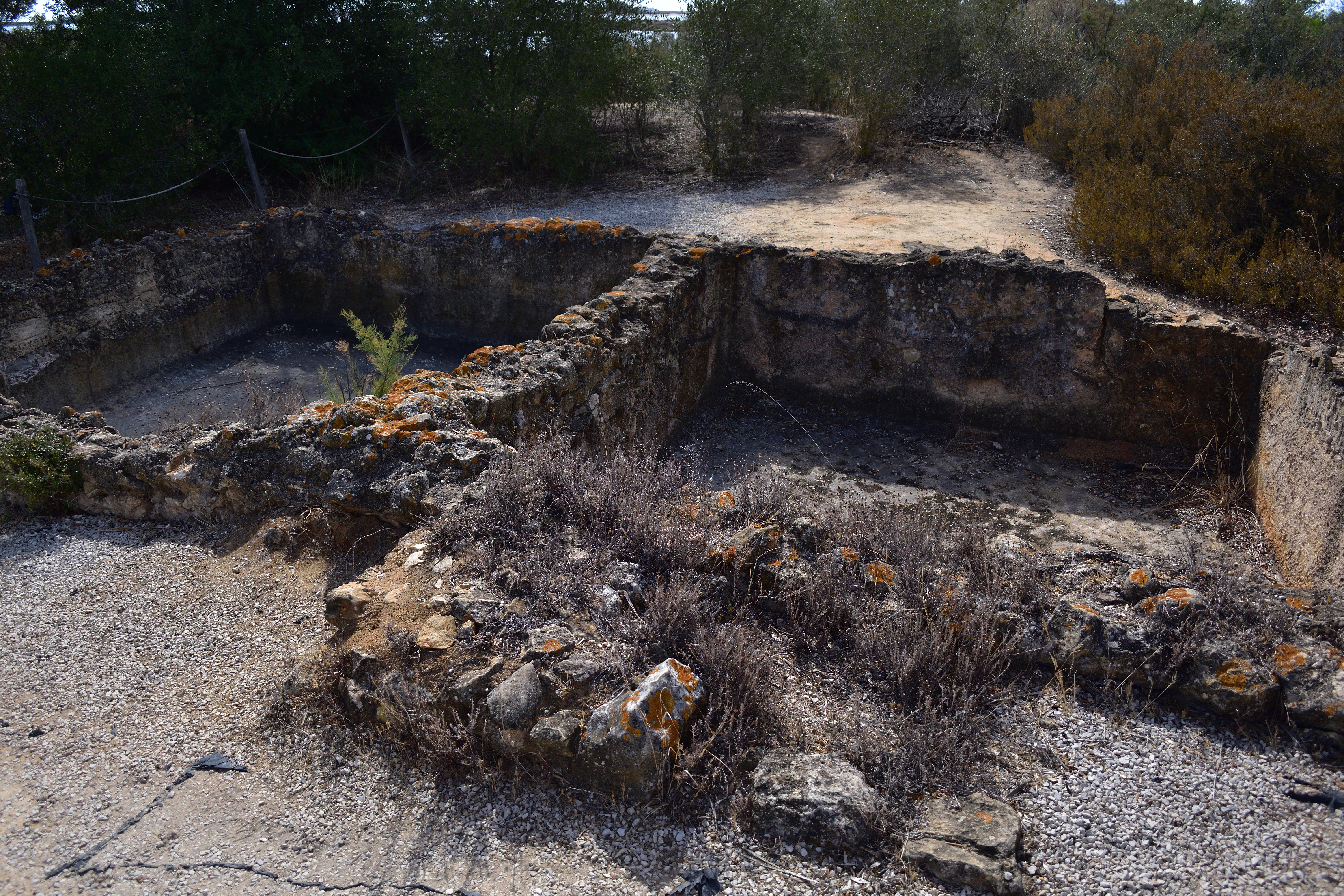
Tancs de salaó, el 2019

### Composició
El complex de la villa romana, oficialment classificat com Quinta de Marim 3, era de grans dimensions: una casa, l'edifici de les termes, magatzems, un temple, un mausoleu i diverses necròpolis. El temple presenta una forma rectangular amb una absis, arquitectura igualment trobada en altres edificis del període romà a Portugal, a Milreu i Sâo Cucufate.
En una península junt a l'estuari de la riba de Marim, dins del Parc natural de la Ria Formosa, es trobaren edificis industrials, identificats com a Quinta de Marim 1. Aquest complex, situat davant de Barra da Armona, incloïa nou divisions rectangulars, sis de les quals van ser interpretades com a tancs per a preparació de productes de peix, mentre que les altres serien magatzems. Els tancs estaven dividits en dues fileres d'est a oest, amb un corredor al mig, i s'hi trobaren al seu interior, parts d'àmfores i atuells de terra sigillata.
El conjunt romà de Quinta de Marim tindria funcions dobles, tant residencials (casa i termes) com comercials, per a l'explotació dels recursos agrícoles, fluvials i marítims. La seua situació, junt a l'estuari de la Riba de Marim a l'Atlàntic, facilitava les comunicacions amb altres regions. La Quinta de Marim pot ser considerada part d'una xarxa urbana centrada en l'antiga ciutat d'Ossónoba, unides per navegació per cabotatge.
El jaciment arqueològic de Marim 2 o Pont de Marim correspon a un indret proper a l'antic pont i de la carretera nacional 125, on es trobà una pedra funerària romana.

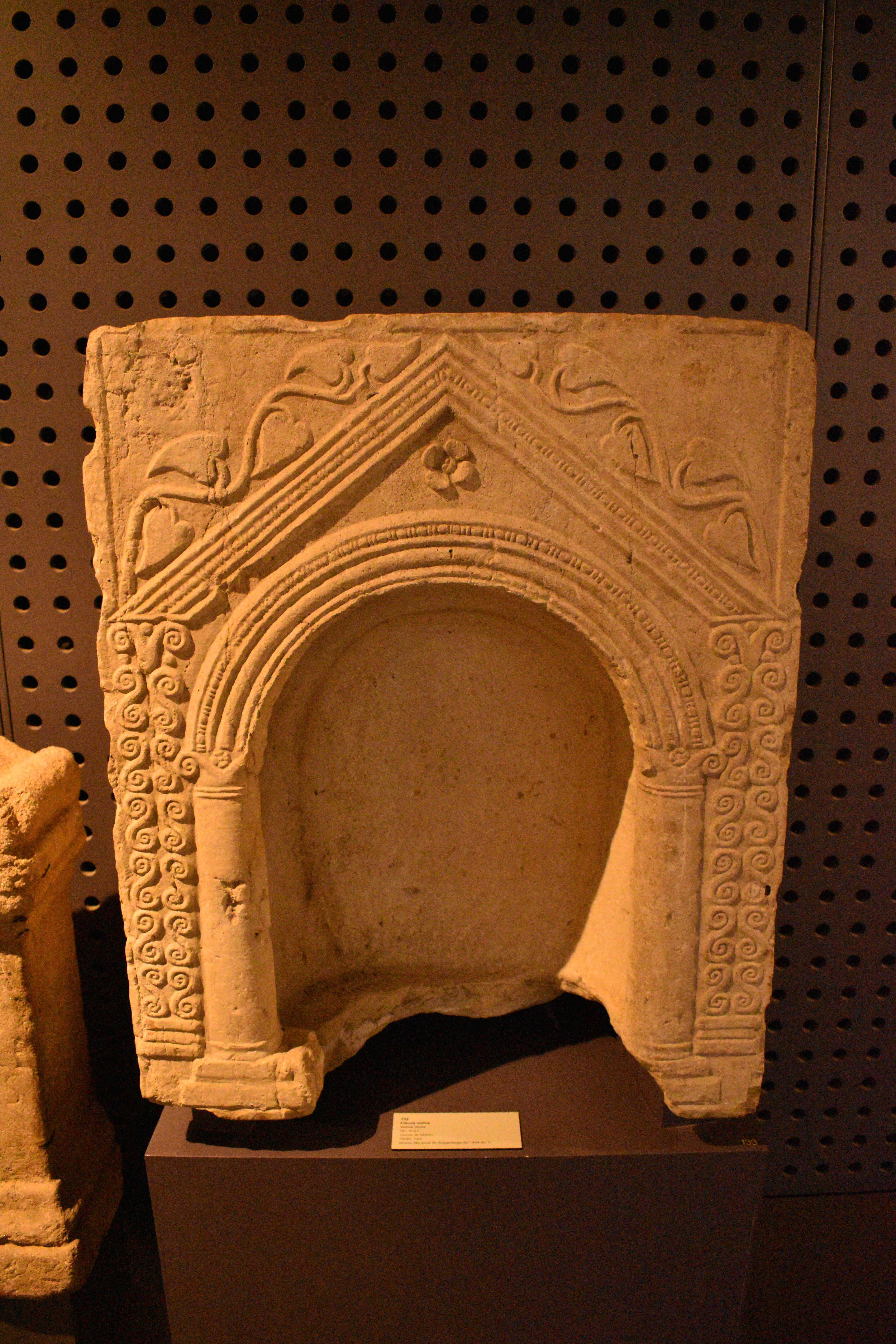
Edicle, o fornícula romana, trobada a Quinta de Marim i preservat al Museu Nacional d'Arqueologia de Lisboa

### Restes
L'arqueòleg Estácio da Veiga documentà la presència de diverses restes entre les ruïnes dels edificis, com ara eines de pedra, dents i ossos d'animals èquids, bòvids, súids, cérvols, ovelles, caprins i cànids. A l'antiga villa aparegueren fragments de peces de ceràmica, com ara llànties, àmfores, dolis, atuells en terra sigillata, joies, panells numismàtics, esteles funeràries amb inscripcions, i parts d'escultures. A la zona dels tancs trobaren fragments de ceràmica, àmfores, materials de construcció, i peces en terra sigillata.

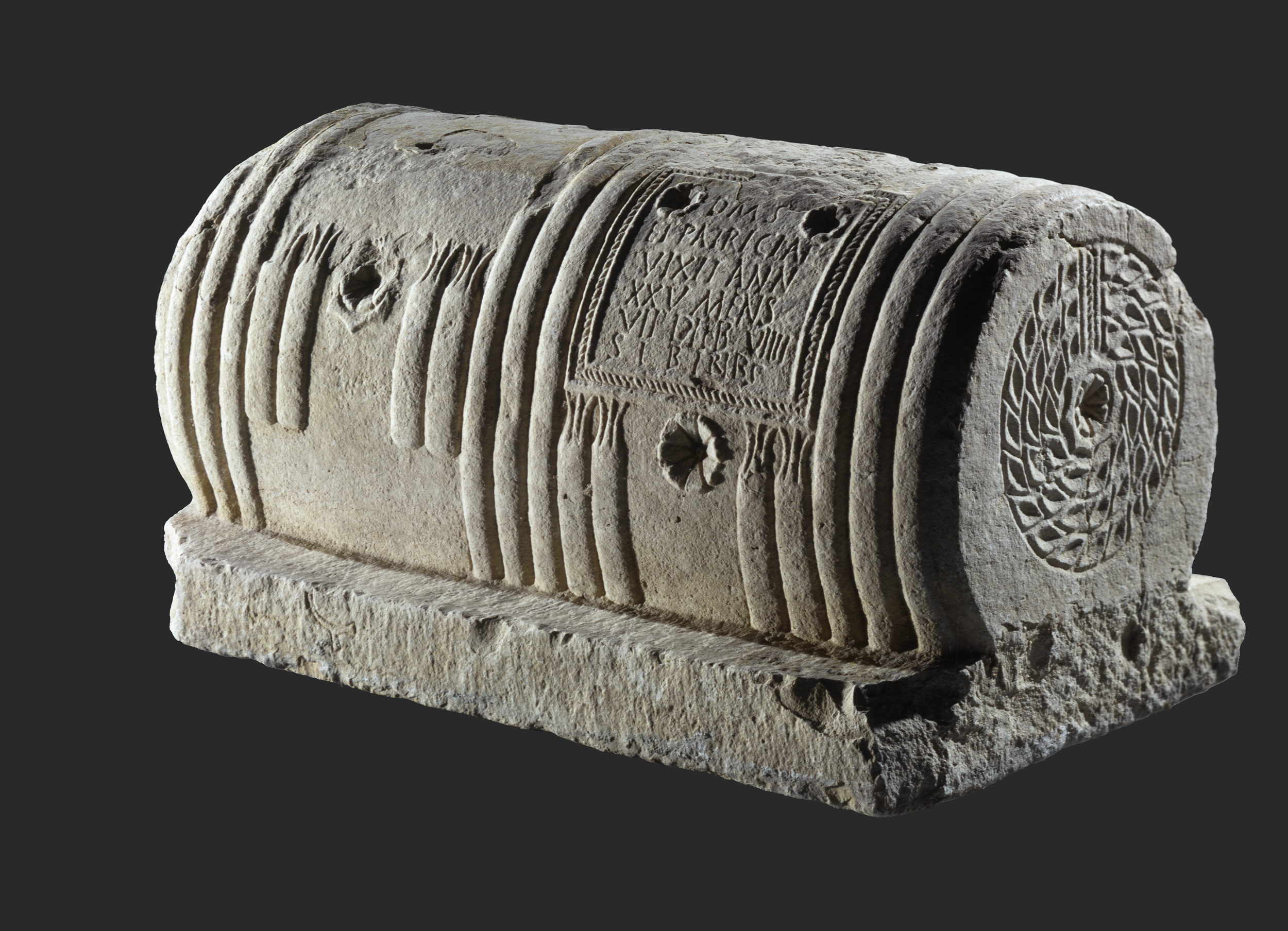
Vas funerari romà, trobat a Quinta de Marim i exposat alMuseu Nacional d'Arqueologia de Lisboa

## Història

### Ocupació primitiva
Segons Estácio da Veiga, la zona de la Quinta de Marim estigué habitada des de la prehistòria, per les eines lítiques trobades.
Les restes de la villa apunten cap a una ocupació des del segle II fins a finals del IV o principis del segle V. El mausoleu degué construir-se en el període alt imperial romà, mentre que el temple és del segle IV. La zona industrial hauria estat utilitzada només entre la fi del segle ii i la primera meitat del segle III. Segons alguns autors, el pont romà de Quelfes es construí en el segle I com a part de la instal·lació de la xarxa viària durant el període romà.
Segons la tradició popular, la Quinta de Marim estaria habitada després durant el període islàmic, atés que ha quedat registrada en diverses llegendes.

### Redescoberta

#### Seglesxviiiixix
Una de les primeres referències a la presència romana a l'indret de Marim fou una notícia publicada en la Gazeta de Lisboa, el 29 d'octubre de 1786, en què es deia que s'hi havia trobat un conjunt de cent monedes d'or del període de l'emperador Honório.
En la segona meitat del segle xix es feren les primeres excavacions arqueològiques a la zona de la Quinta de Marim, per la presència de sepultures en la propietat de João Lúcio Pereira. El primer arqueòleg que hi treballà fou Estácio da Veiga, amb autorització del propietari, que també li va oferir algunes peces antigues de pedra, com un nínxol amb decoració romana. Estácio da Veiga també hi trobà ruïnes de diversos edificis, i pensava que aquest indret seria l'antiga població de Statio Sacra, que segons l'obra Cosmographia, publicada per un autor anònim de Ravenna, se situava entre les antigues ciutats de Balsa i Ossonoba i trobà una cambra per a oli (cella olearia) o vi (cella vinaria), encara amb vestigis de tres grans atuells de ceràmica (dolia), que encaixaven en concavitats redones al sòl, amb prop d'un metre de diàmetre. També estudià una necròpoli, on va trobar una inscripció que, segons una testimoni, tenia prop de 1.900 anys d'edat. No obstant això, durant les excavacions fou destruïda una sepultura i el paviment de mosaic d'un petit edifici. El 1895, l'arqueòleg António dos Santos Rocha també investigà l'edifici. Les parets s'edificaren en maçoneria comuna molt endurida, lluïts els costats interiors de calç, arena i pedretes, i després cobert amb una capa de calç i arena que encaixava en les estries. El terra tenia un jaç compost per una argamassa d'arena i calç barrejada amb fragments de ceràmica. Santos Rocha hi trobà fragments de ceràmica, atuells com ara dolia i àmfores, vasos i una pàtera d'argila, etc. També hi recollí fragments de plaques de marbre, i restes d'alimentació barrejats amb carbons i cendres, com ara ossos de cabrit i de bòvid, i conquilles de mol·luscs, principalment ostres.

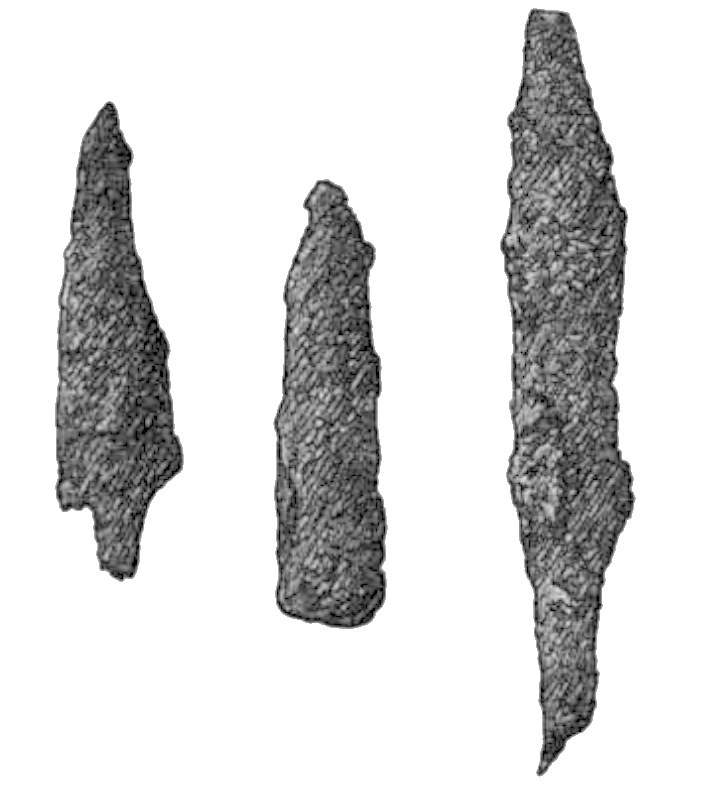
Ganivets romans descoberts per Santos Rocha

Va fer després excavacions en la zona nord de l'edifici, que encara no havia estat investigada per Estácio da Veiga, i trobà part dels fonaments d'una altra estructura romana i moltes restes de construcció com ara argamassa, teules i rajoles, prova que aquell immoble fou ensorrat pels habitants per aprofitar-ne les pedres. Hi aparegueren les bases de diverses columnes entre els fonaments de l'edifici, i parts de parets amb pintures murals en fresc, en tons blancs, grocs, blaus, castanys i roigs. En aquella zona trobà molts fragments de ceràmica fina i de cuina. Hi havia un altre dipòsit de restes de cuina, compost per carbó, cendres i objectes cremats, vestigis d'ostres i d'altres mariscs, ossos de bou i de cabrit, part d'una copa de vidre molt fi, i tres ganivets de ferro ja molt oxidats, del tipus culter coquinaris, semblants a altres trobats a Pompeia. També s'hi recolliren fragments de vasos d'argila, dels quals un estava ornamentat, i un altre més simple, que després de parcialment restaurat va quedar amb una forma semblant als trobats a Santa Olaia. Les peces de ceràmica més simple, que tenen algunes característiques de l'originària del Neolític, indiquen que durant el període romà prosseguiren formes més primitives de fabricació.

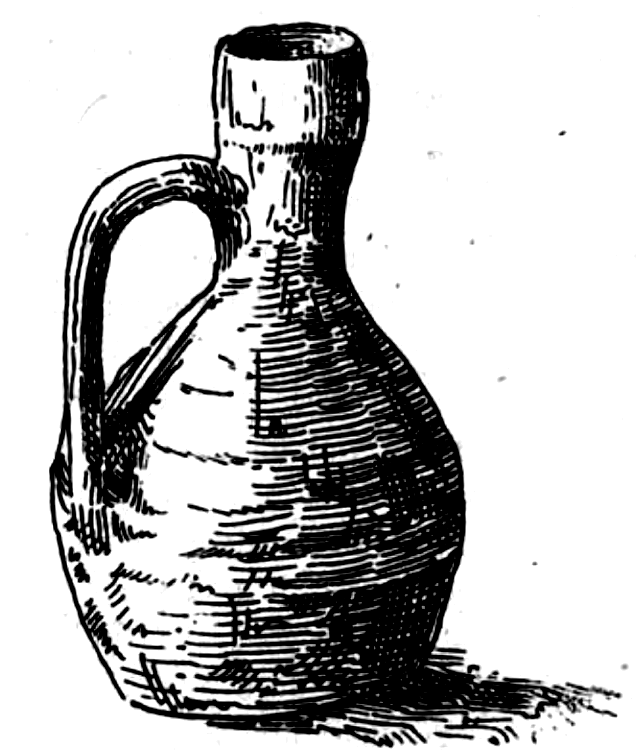
Atuell trobat en una sepultura per Santos Rocha

A prop de 100 m de distància de les ruïnes anteriors, i a 200 m a l'oest de la necròpoli estudiada per Estácio da Veiga, aparegué una altra necròpoli, de petites dimensions, on Santos Rocha estudià quatre sepultures excavades en la marga, a prop de 0,30 a 0,80 m sota el nivell del sòl, de forma generalment rectangular o trapezoïdal. Tenien una profunditat mitjana de 0,5 m. Tres estaven cobertes amb lloses. Dues sepultures no havien estat revestides en l'interior, mentre que la tercera tenia les parets totalment folrades amb pedra, maó i argamassa. Cada una de les sepultures presentava almenys un esquelet, en posició horitzontal, amb el cap cap al nord-oest, i algunes contenien més ossos. Aquesta reutilització es va verificar en altres indrets de Portugal, com a Ferrestelo, i en l'estranger, com a Micenes, a Grècia. Aquestes sepultures a penes tenien objectes i Santos Rocha va especular que pertanyien a treballadors de l'explotació rural, teoria reforçada per la presència dels esquelets, perquè la incineració se solia practicar per les classes més riques.
 
Pel que fa a les esteles, una presentava dues inscripcions: la de l'esquerra: D M S PATRICIA VIXIT ANNIS XI D III, traduïda per Santos Rocha com «Consagrat als déus Manes. Patrícia va viure 11 anys i 4 dies.», mentre que la de la dreta deia D M S PATRICIVS VIXIT ANNIS XCIII M III D XIIII PISPI, traduïda com «Consagrat als déus Manes. Patrici va viure 93 anys, 3 mesos i 14 dies. Jeu sepultat a expenses públiques». Santos Rocha considerà les darreres quatre lletres com una abreviatura de Publica Impensa Sepultus Iacet, tot i que José Leite de Vasconcelos hi donàs una interpretació diferent: les primeres tres lletres podien haver estat (P)ius (I)n (S)uos (pietós envers els seus), no havent estat possible fer-ne una lectura definitiva de les dues darreres lletres a causa de l'estat de degradació. Una altra estela també contenia dues inscripcions, la de l'esquerra deia D M S DIONYSIANVS VIXIT ANN XXXV IIII D V DINITL TTBL, les dues primeres frases traduïdes com «Consagrat als déus Manes. Dionisià va viure 39 anys i 5 dies». Les altres frases foren analitzades per Emil Hübner, que les va interpretar com (D)ic (V)iator (D)ei (I)nferi (N)i (I)nvideant (T)ibi (L)ocum (T)itulum (T)erra (L)evem (B)oni (L)ibenter, però també pensà que havien estat tot just escrites d'origen, volent l'artista probablement dir (P)ius (I)n (S)uos (S)it TIBI (T)erra (L)evis. La segona inscripció era D M S MARITIMA VIXIT ANN XXV D V DINITL TTBL, «Consagrat als déus Manes. Marítima va viure 25 anys i 5 dies», i acaba com l'anterior. Aquestes esteles són de gran interés, per contenir dues inscripcions i estar decorades probablement en el mateix període, a causa de l'estil de les rosasses, iguals en tots dos frontons. No obstant això, la segona és més significativa per la qualitat dels seus baixos relleus, que representen un pòrtic jònic amb tres columnes que separen les dues inscripcions, i pels dos frontons separats per una corona, probablement de llorer, planta que els romans associaven a comandants militars victoriosos. A causa de l'estil utilitzat en els caràcters dels textos, Emil Hubner pensà que s'haurien produït a finals del segle II o inicis del següent. En aquestes dues fases d'excavacions es trobaren l'edifici residencial, les termes, zones per a magatzems, un mausoleu i diverses necròpolis.

#### Segles XX i XXI
En la dècada de 1980, es feren treballs arqueològics en la part productiva, coordinats per l'arqueòleg Carlos Tavares da Silva. En aquesta dècada, també es trobà una pedra funerària romana junt al pont antic, durant la construcció d'un pont. El 1987 l'àrea on es troben els antics tancs de salaó fou classificada com una àrea natural protegida, el Parc Natural de Ria Formosa.
A principis del segle xxi, es feren nous sondatges arqueològics en la Quinta de Marim, sobretot en el mausoleu i el temple.